# ベルモン (イゼール県)
ベルモン（仏: Belmont）は、フランスのオーヴェルニュ＝ローヌ＝アルプ地域圏、イゼール県に属するコミューン。

## 地理
県北部の田園地帯にあり、ブルゴワン＝ジャイユーから17km、ラ・トゥール＝デュ＝パンとは15kmほどの距離がある。東にはA48高速道路（欧州ルート711号）が通る。北東でビオルと、南東でビゾンヌと、南西でサン＝ディディエ＝ド＝ビゾンヌと、北西でシャトーヴィランとそれぞれ接する。

## 行政
- 首長 - ジェラール・マタン（Gérard Mathan、国民運動連合所属）

議会は首長もふくめて11人で構成される。

## 人口の推移[1]
| 1962年 | 1968年 | 1975年 | 1982年 | 1990年 | 1999年 | 2007年 |
| ------ | ------ | ------ | ------ | ------ | ------ | ------ |
| 187    | 196    | 172    | 199    | 214    | 266    | 416    |

## 観光スポット
- ベルモン城 - 王族の邸宅としての城で、天井画が魅力
- 田舎の教会
- モンフローランサン遺跡